# 마이 홈 히어로
《마이 홈 히어로》(マイホームヒーロー, My Home Hero)는 야마카와 나오키(원작), 아사키 마사시(작화)가 원작한 일본의 만화이다. 《주간 영 매거진》(코단샤)에서 2018년 6월호부터 연재 중이다.
TV 애니메이션화는 2023년 4월부터 방영될 예정이다.

## 줄거리
딸을 위해 죄를 저지른 아버지 VS 아들을 잃은 천재 사기꾼 아버지. 『마이 홈 히어로』는 서로를 속고 속이며 ‘대화’로 승부하는 배틀 만화다. 가족을 지키려는 평범한 아버지는 자신의 살인을 완전 범죄로 만들 수 있을까. 아들을 잃은 천재 사기꾼 아버지는 이 완전 범죄를 추적할 수 있을까. 선과 악이 혼재된 ‘대화의 공방전’ 속, 가장 냉정하고 치밀한 자가 살아남는다